# Nicy
Nicy, né Lionel Sapotille le 20 octobre 1986 aux Abymes en Guadeloupe, est un chanteur de dancehall et de rap français.

## Biographie
Membre du groupe « La Russi » composé d'artistes reggae-dancehall de la commune de Sainte-Rose tels que Keros-N, Miky Ding La et Shabba, Nicy commence sa carrière dans l'underground en faisant des freestyles entre amis du quartier Séké et Regna. Ses influences sont Bob Marley, Vybz Kartel, Fuckly et Eminem. Ensuite, il rencontre Miky Ding La et forme le groupe MikyNice réputé pour leurs lyrics hardcores.
Keros-N et Shabba, ex-membres du Black Scare Crew, se joignent à Nicy et Miky Ding La afin de former le groupe Russi La en 2005. Ils enchaînent les prestations scéniques en France.
En 2008, Nicy se fait connaître sur la scène avec sa première mixtape Invasion 1, puis en 2009 avec le second volume sous la direction de RedVybz Production.
Le 15 octobre 2011, Nicy sort son premier album sous le label Jutsu Media Group, "Pa kouwi".
En 2015, il sort son second album, Ti Hot Boyz.
En 2017, il signe un nouveau contrat chez le label Alz Prod ce qui lui permet de sortir sa troisième mixtape, Alèz. Il sort également son troisième album, Ti Dwèt qui est une réédition de ses sons sortis entre 2011 et 2015.
En 2018, il sort sa quatrième mixtape, Alèz 2 qui est le second volume de sa mixtape Alèz sortie en 2017.
En 2020, il sort son quatrième album, Lionel.
En 2021, il sort son cinquième album Snipa La qui contient une majorité des sons dancehall.

## Discographie

### Mixtapes
- 2008 - Invasion 1
- 2009 - Invasion 2
- 2017 - Alèz
- 2018 - Alèz 2